# 澳門巴士102路線
澳門巴士102路線是已取消的路線，由澳巴和新福利聯營，往返青茂口岸和港珠澳大橋。

## 簡介及歷史
- 2022年8月3日18:00起，配合珠澳口岸調整並放寬通關安排，同時因拱北口岸舊廳封閉進行消防改造，新廳正在安裝設備，關閘口岸旅檢大廳暫停通關。[1][2][3][4][5][6]本線臨時開設，往返青茂口岸及港珠澳大橋。[7][8][9][10][11][12][13][14]
- 2022年8月4日晚上，青茂口岸出現大量旅客過關，治安警察局與交通事務局協調兩巴及旅遊巴，於晚上8時起由青茂口岸（近鴨涌河變電站旁）開出免費專車前往港珠澳大橋澳門口岸[註 1]，並且引導原於現市署苗圃內的青茂口岸臨時站等候本線的乘客前往該處乘坐專車。[15][16][17][18]
- 新福利營運之班次在青茂口岸臨時站提前開出尾班車，時間為2022年8月4日21:33。[19]至於澳巴之班次一直維持服務至00:00準時開出尾班車。
- 2022年8月5日起，因應關閘邊檢大樓由當天上午6時起恢復通關，本線停止運作，但會配合實際情況適時開出作疏導。[20][21]

## 本線特色／趣事
- 本線官方正式名稱為102X特別班次。[22]而新福利在官方網站通告上稱為102X特班車。[23]

- 為區別兩巴營運，新福利營運本線時，交通事務局電子收費系統、巴士公司內部編號、乘車碼上會顯示為102S。[24]

- 在交通事務局巴士報站APP中，由於本線屬聯營路線，加上受到技術條件影響，因此以大寫i及小寫L區分新福利及澳巴的102路線，分別寫成I02及l02。[25]

## 使用車輛

### 澳巴
- 宇通ZK6115HG1
- 中通LCK6113SHEVG

### 新福利
- 蘇州金龍KLQ6108GQ28E4
- 蘇州金龍KLQ6108GQE5

## 路線資料

### 收費
| 收費類別 | 收費類別       | 收費類別 | 費用 |
| -------- | -------------- | -------- | ---- |
| 現金     | 現金           | 現金     | $6.0 |
| 澳門通   | 全民卡         | 未實名   | $6.0 |
| 澳門通   | 全民卡         | 已實名   | $3.0 |
| 澳門通   | 澳門錢包乘車碼 |          | $3.0 |
| 澳門通   | 學生卡         | 學生卡   | $1.5 |
| 澳門通   | 長者卡         | 長者卡   | 免費 |
| 澳門通   | 殘疾卡         |          | 免費 |

### 服務時間及班距
| 服務時間                     | 服務時間       | 每天        |
| ---------------------------- | -------------- | ----------- |
| 青茂口岸臨時站               | 青茂口岸臨時站 | 06:30-00:00 |
| 班距                         | 06:30-09:30    | 10-15分鐘   |
| 班距                         | 09:30-17:00    | 按客量開出  |
| 班距                         | 17:00-00:00    | 10-15分鐘   |
| 懸掛8號風球後1小時開出尾班車 |                |             |

### 路線停站
| 102  | 青茂口岸 ↺ 港珠澳大橋 | 青茂口岸 ↺ 港珠澳大橋 | 青茂口岸 ↺ 港珠澳大橋  | 青茂口岸 ↺ 港珠澳大橋 | 青茂口岸 ↺ 港珠澳大橋 | 青茂口岸 ↺ 港珠澳大橋 |
| 序號 | 循環線                | 循環線                | 循環線                 |                       |                       |                       |
| 序號 | 站號                  | 站名                  | 出入境口岸             |                       |                       |                       |
| 1    | L15                   | 青茂口岸臨時站        | 青茂口岸澳門邊檢大樓   |                       |                       |                       |
| 2    | M13                   | 李寶椿街              |                        |                       |                       |                       |
| 3    | M8/2                  | 巴波沙大馬路          |                        |                       |                       |                       |
| 4    | M800/7                | 港珠澳大橋邊檢大樓    | 港珠澳大橋澳門邊檢大樓 |                       |                       |                       |
| 5    | M247                  | 海上居                |                        |                       |                       |                       |
| 6    | L15                   | 青茂口岸臨時站        | 青茂口岸澳門邊檢大樓   |                       |                       |                       |

## 客量
8月5日下午疫情記者會上，治安警察局行動及通訊處處長馬超雄回應記者表示當中免費專車68架次巴士（非指本線）接載了2,000多人次前往港珠澳大橋口岸。

## 圖片集

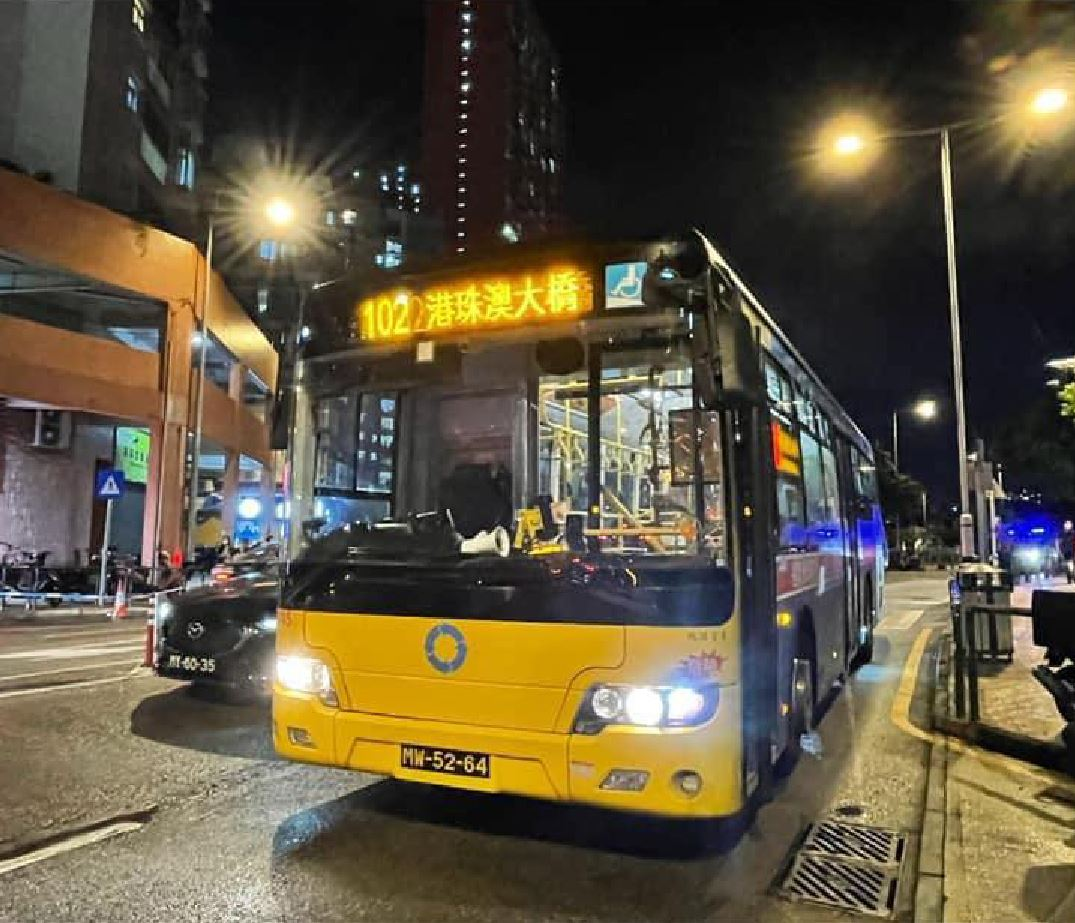
蘇州金龍KLQ6108GQE5
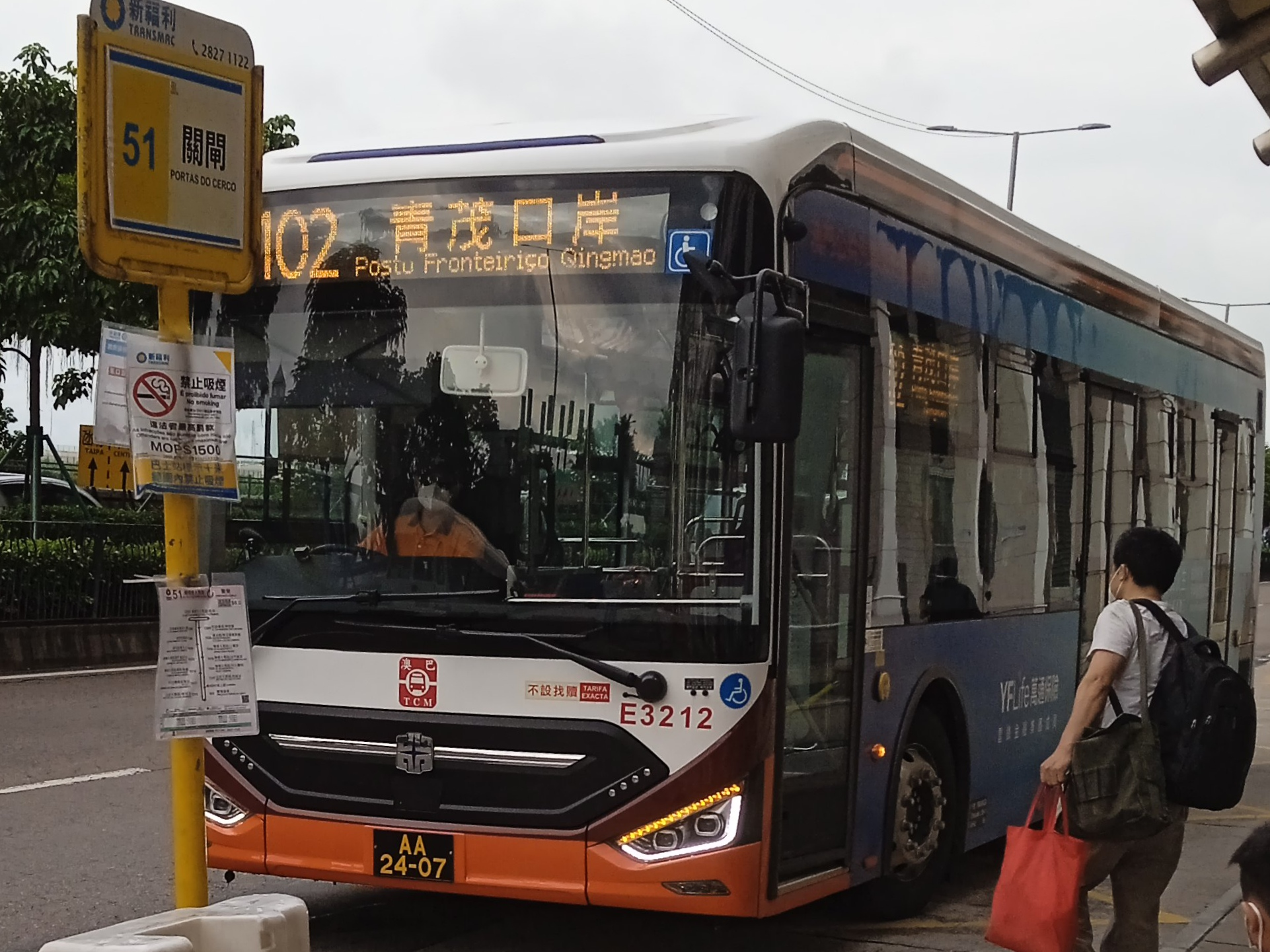
中通LCK6113SHEVG

## 備註
1. ↑  其中澳巴電牌顯示為102路線開往港珠澳大橋；新福利則為專車

## 外部連結
- 澳門新福利公共汽車有限公司（官方網站） （页面存档备份，存于）
- 澳門公共汽車股份有限公司（官方網站） （页面存档备份，存于）